# ゲイル・ゴードン
ゲイル・ゴードン（Gale Gordon,  1906年2月2日 - 1995年6月30日）は、アメリカ合衆国の俳優である。

## 来歴
1906年、ニューヨーク州ニューヨーク市生まれ。父親はヴォードヴィリアンで、母親は女優のグロリア・ゴードン。1933年にノークレジットではあるが、映画『ブラウンの本塁打』へ出演して俳優デビュー。1950年代から本格的な役者活動をスタートさせ、テレビドラマを中心に活躍。特にキャリアで知られているのは、ルシル・ボールが主演したシットコムシリーズの『ザ・ルーシー・ショー』への出演で、ボール演じるルーシーが勤務する銀行の気難しい副頭取を演じて人気を博した。同作への出演ではプライムタイム・エミー賞へも2回ノミネートされている。同作の出演以降も『陽気なルーシー』にはルーシーの義理の兄弟で上司の役どころで出演、更に後年の『Life with Lucy』などのいわゆる「ルーシー・シリーズ」へ度々出演しており、同シリーズの欠かせない常連俳優としても知られた。1989年にはトム・ハンクス主演の『メイフィールドの怪人たち』へ出演し、ハンクス演じる主人公らが騒動を巻き起こす町「メイフィールド」に住む気難しい老人を演じた。

### 私生活
1937年に、女優のヴァージニア・ゴードンと結婚。1995年にヴァージニアが死去するまで夫婦関係が続いた。

### 死去
1995年6月30日に、カリフォルニア州のエスコンディードにある病院で肺癌のため死去。89歳だった。尚、その前月の5月に妻のヴァージニアも死去している。

## 出演作品

### 映画
- ブラウンの本塁打 Elmer, the Great (1933)
- Here We Go Again (1942)
- The Marionette Mystery (1950) ※テレビ映画
- 特ダネ女史 A Woman of Distinction (1950)
- Here Come the Nelsons (1952)
- Stars in the Eye (1952) ※テレビ映画
- Francis Covers the Big Town (1953)
- Our Miss Brooks (1956)
- ポール・ニューマンの 女房万歳! Rally 'Round the Flag, Boys! (1958)
- 底抜け船を見棄てるナ Don't Give Up the Ship (1959)
- The 30 Foot Bride of Candy Rock (1959)
- 底抜け宇宙旅行 Visit to a Small Planet (1960)
- All in a Night's Work (1961)
- Dondi (1961)
- 七面鳥艦隊 All Hands on Deck (1961)
- Mr. and Mrs. (1964) ※テレビ映画
- 爆笑!ミサイル大騒動 Sergeant Dead Head (1965)
- スピードウェイ Speedway (1968)
- Lucy Calls the President (1977)
- The Honeymooners (1977)
- メイフィールドの怪人たち The 'Burbs (1989)

### テレビドラマ
- アイ・ラブ・ルーシー I Love Lucy (1952)
- Our Miss Brooks (1952 - 1956)
- クライマックス! Climax! (1956)
- The Brothers (1956 - 1957)
- プレイハウス90 Playhouse 90 (1957, 1958)
- スタジオ・ワン Studio One (1958)
- サリー Sally (1958)
- ルーシー・デジ・コメディ・アワー The Lucy-Desi Comedy Hour (1958)
- リアル・マッコイズ The Real McCoys (1959)
- Make Room for Daddy (1959 - 1961)
- Pete and Gladys (1960, 1961, 1962)
- Harrigan and Son (1961)
- わんぱくデニス Dennis the Menace (1962 - 1963)
- ザ・ルーシー・ショー The Lucy Show (1963 - 1968)
- 陽気なルーシー Here's Lucy (1968 - 1974)
- Life with Lucy (1986)
- Hi Honey, I'm Home (1991)
- 名犬ラッシー The New Lassie (1991)